# Spiritual Healing
Spiritual Healing (přeloženo do češtiny Spirituální léčba) je třetí studiové album americké death metalové kapely Death vydané roku 1990 společností Combat Records. Bylo nahráno ve studiu Morrisound Recording. Album bylo později znovu vydáno i s bonusovými CD (např. v roce 2012). Autorem původního obalu z roku 1990 je výtvarník Ed Repka.

## Seznam skladeb
1. Living Monstrosity – 5:08
2. Altering the Future – 5:34
3. Defensive Personalities – 4:45
4. Within the Mind – 5:34
5. Spiritual Healing – 7:44
6. Low Life – 5:23
7. Genetic Reconstruction – 4:52
8. Killing Spree – 4:16

## Sestava
- Chuck Schuldiner – kytara, vokály
- James Murphy – kytara
- Bill Andrews – bicí
- Terry Butler – baskytara